# Microthamniales
Microthamniales é uma ordem monotípica de algas verdes da classe Trebouxiophyceae. A única família que integra esta ordem é Microthamniaceae.